# Sabina Classen
Sabina Classen, nacida bajo el nombre de Sabina Hirtz (nació el 27 de diciembre de 1963 en Aquisgrán, Alemania), es una cantante alemana, vocalista de la banda thrash metal Holy Moses y exvocalista de Temple of Absurd. Sabina se destaca por ser una de las primeras mujeres en cantar con voz gutural.

## Carrera musical
La cantante se unió a la banda Holy Moses en el año 1981, banda en la cual su marido en ese entonces, Andy Classen, tocaba la guitarra principal, pero tras la ruptura de la banda en el año 1994, Sabina se integró al grupo Temple of Absurd.
Durante un concierto de Temple of Absurd en 1999, Sabina sufrió un desmayo en el escenario, por lo cual tuvo que ser hospitalizada, cayendo en una grave enfermedad además de sufrir un accidente en motocicleta el año 2000. Tras esto la banda se desintegró y Sabina volvió a tocar con Andy Classen para crear nuevo material musical para el 2001. En esta reunión volvió a agruparse Holy Moses con Franky Brotz y Joern Schubert en guitarras, Johen Fünders en el bajo y Julien Schmidt en batería, mientras que Andy Classen permaneció en la banda como el compositor de las canciones. En el año 2002 esta nueva alineación lanzó el álbum Disorder of the Order.
Sabina grabó un total de 12 álbumes junto a Holy Moses hasta la disolución de la banda a finales de 2023.

## Discografía

### Álbumes
- Queen of Siam (1986)
- Finished with the Dogs (1987)
- The New Machine of Liechtenstein (1989)
- World Chaos (1990)
- Terminal Terror (1991)
- Reborn Dogs (1992)
- No Matter What's the Cause (1994)
- Disorder of the Order (2002)
- Strength Power Will Passion (2005)
- Agony of Death (2008)
- Redefined Mayhem (2014)
- Invisible Queen (2023)

### Demos y EP
- Black Metal Masters (1980)
- Holy Moses (1981)
- Satan's Angel (1982)
- Call Of The Demon (1983)
- Heavy Metal (1983)
- Death Bells (1984)
- Walpurgisnight (1985)
- The Bitch (1986)
- Master of Disaster (2001)

### Compilaciones
- Too Drunk to Fuck (1993)